# 蒙泰拉
蒙泰拉（義大利語：Montella），是意大利阿韦利诺省的一个市镇。总面积83平方公里，人口7998人，人口密度96.4人/平方公里（2009年）。ISTAT代码为064057。